# 伾山街道
伾山街道是中华人民共和国河南省鹤壁市浚县下辖的一个街道办事处。

## 行政区划
伾山街道下辖以下村级行政区划单位：
东关村、界牌村、杨堤村、八里井村、前毛村、后毛村、角场营村、东张庄村、东宋庄村、东杨玘屯村、西杨玘屯村、寺下头村、大高村、小高村、南二郎庙村、北二郎庙村、高村营村和东陈庄村。